# Encyclopédie anarchiste

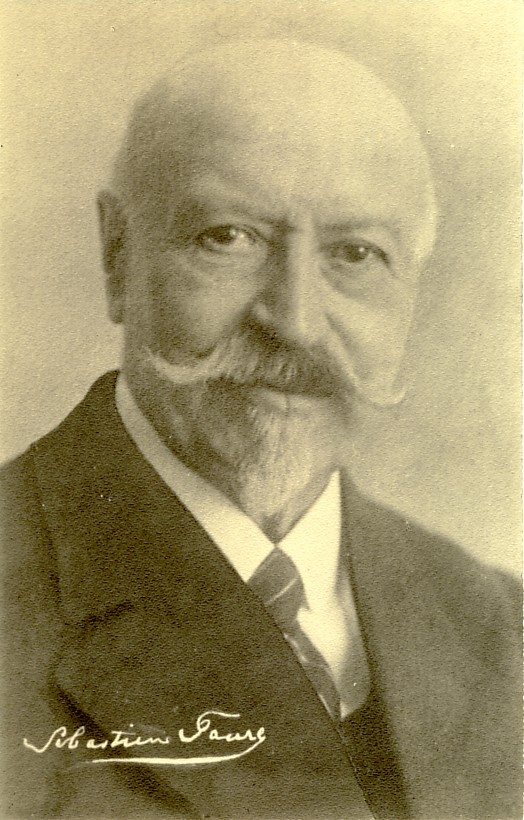
Sébastien Faure

L’Encyclopédie anarchiste est une encyclopédie lancée par Sébastien Faure, publiée en quatre volumes, entre 1925 et 1934.

## Projet
Le projet initial comportait cinq parties :
1. un dictionnaire anarchiste
2. l'histoire de la pensée et de l'action anarchiste
3. les biographies des militants et des penseurs
4. les biographies d'individualités ayant contribué par leur œuvre à l'émancipation humaine
5. un catalogue des livres et revues anarchistes.

Elle entend regrouper en son sein toutes les tendances libertaires. Elle compte plusieurs centaines de collaborateurs, parmi lesquels, outre Sébastien Faure lui-même, Luigi Bertoni, Pierre Besnard, E. Armand, Han Ryner, Augustin Souchy, Max Nettlau, Voline, Aristide Lapeyre, Hem Day, Gérard de Lacaze-Duthiers etc.
Seul le premier volume voit le jour, en quatre tomes totalisant 2 893 pages. Le 8 décembre 1934, le quatrième tome est imprimé sur les presses d’E. Rivet, éditeur à Limoges.
L'Encyclopédie anarchiste, a été rééditée dans les années 1970.
Le premier volume (A-C) de l'Encyclopédie anarchiste est rééditée en 2012 aux Éditions des Équateurs.

## Radio
- Philippe Vallet, L'Encyclopédie Anarchiste de Sébastien Faure, Le livre du jour, France Inter, 17 juillet 2012, écouter en ligne.
- Jean Lebrun, Gaetano Manfredonia, Les anarchistes et l'écologie, La marche de l'histoire, France Inter, 16 février 2015, écouter en ligne.